# Parcul Național Cañón del Sumidero

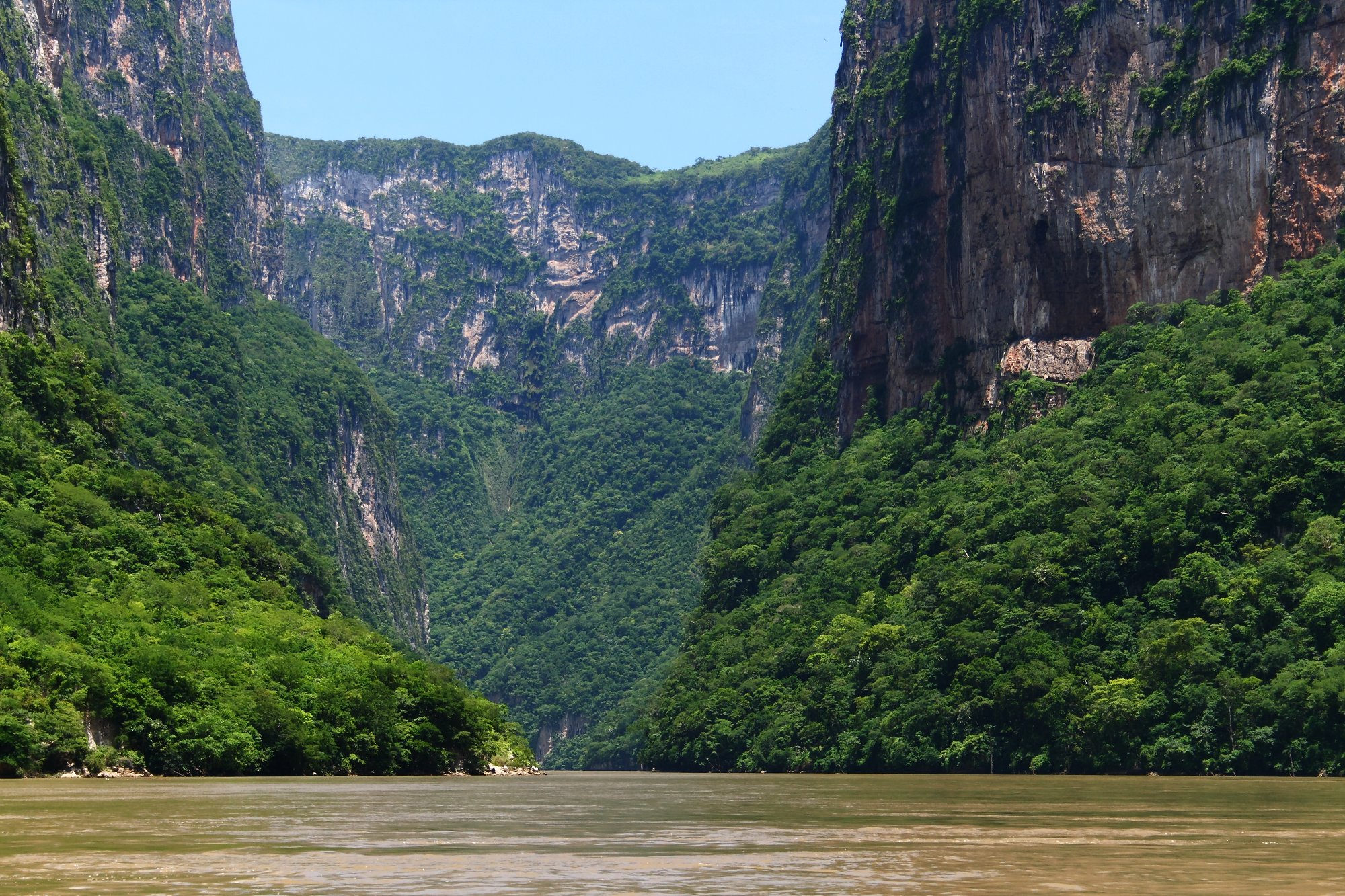
Río Grijalva în canionul Cañón del Sumidero

Parcul Național Cañón del Sumidero  (span. Parque nacional Cañón del Sumidero) este situat în Mexic. El ocupă o suprafață de 217,89 km² și a fost declarat parc la data de 8 decembrie 1980. Punctul principal de atracție turistică este Cañón del Sumidero care este străbătut de Río Grijalva, canionul are pereți verticali care ating înălțimea de 1000 de m.

## Așezare
Parcul național se află amplasat între localitățile  Tuxtla Gutiérrez, Chiapa de Corzo, Nuevo Usumacinta și San Fernando în statul Chiapas din sudul Mexicului,

## Clima
In regiunea parcului domnește o climă caldă, relativ umedă, diferețiindu-se microclimate diferite cauzate de altitudine.

## Flora și fauna
Vegetația de junglă constă din vegetație tropicală și de foioase, predominând „Ceiba speciosa”, „Cupressus sempervirens”, „Cupressus distica”, orhidee (Phalaenopsis hieroglyphica, Ophrys tenthredinifera, aphiopedilum concolor, Maxillaria tenuifolia), stejari (Quercus ilex), ca și plante rare ca Agave grijalvensis.
Fauna constă din specii ca  „Crax rubra”, „Crax globulosa”, „Egretta garzetta”, „Ateles geoffroyi”, „Pelecanus occidentalis”, „Odocoileus virginianus” și crocodili „Crocodilia”.
Coordonate: 16° 49′ 55″ N, 93° 5′ 38″ W